# NGC 5634
NGC 5634 је збијено звездано јато у сазвежђу Девица које се налази на NGC листи објеката дубоког неба.
Деклинација објекта је - 5° 58' 33" а ректасцензија 14h 29m 37,3s. Привидна величина (магнитуда) објекта NGC 5634 износи 9,5. NGC 5634 је још познат и под ознакама GCL 28.